# 이형배
이형배(李炯倍, 1938년 12월 27일 ~ )는 대한민국의 정치인이다.
1981년 제11대 민주한국당 국회의원으로 정치에 입문하여 제13대, 제15대 국회의원을 지낸 3선의원이다.
1981년 제11대 국회의원 선거에서 민주한국당 후보로 전라북도 남원군-순창군-임실군 선거구에 출마하여 민주정의당 양창식 후보와 동반 당선되었다. 같은 해 민주한국당 중앙상무위원회 부의장에 임명되었고, 국회 경과위원회 간사위원, 국회 서울올림픽 특별위원으로 활동하게 되었다. 그 후, 11대 국회의원 임기동안 경제과학위원회 간사, 국회외미도입 진상조사위원회 간사, 국회 내무위원회, 국회 예산결산위원회, APPU 국제의원 연맹 한국대표이사회 부의장 등 중책을 맡아 의정활동을 하였다.
1988년 제13대 국회의원 선거에서 평화민주당 전국구 국회의원으로 당선되었다. 13대 국회의원 임기동안 국회농림수산위원회 간사(청원심사소위원회 위원장), 한국-스페인의원 친선협의회 부의장, 평민당 중소상공특별위원회 위원장 등을 역임하며 의정활동을 펼쳤다. 
1996년 제15대 국회의원 선거를 앞두고 통합민주당에 입당하였다. 1998년 조중연 국회의원이 별세하자 한나라당 전국구 국회의원직을 승계하며 3선 중진의원이 되었고, 한나라당 재해대책 위원장, 전라북도 도당위원장을 맡았다.  
2012년 제18대 대통령 선거에서 새누리당 전라북도당 공동선대위원장을 맡았고, 박근혜대통령 당선과 함께 2013년 7월 집권여당인 새누리당의 상임고문으로 위촉되었다. 이후 자유한국당 상임고문을 맡다가 박근혜 탄핵 사태 이후에 당을 탈당하고 현재는 대한민국 헌정회 이사, 국민희망포럼 상임고문, 재경 남원향우회 상임고문, 남대문시장(주) 회장 등을 맡고있다.

## 역대 선거 결과
|  | 21.95% |

|  | 18.93% |

|  | 20.10% |

|  | 19.3% |

|  | 32.57% |

|  | 11.2% |